# Bolet de Corse
Leccinellum corsicum
Espèce
Statut de conservation UICN

 DD  : Données insuffisantes
Leccinellum corsicum, le Bolet de Corse, anciennement Leccinum corsicum, est une espèce de champignons basidiomycètes, appartenant à la famille des Boletaceae. Comestible, il pousse en symbiose mycorhizienne exclusivement avec des cistes (Cistus) en Europe méditerranéenne et en Afrique du Nord. 

## Taxonomie
Le nom correct complet (avec auteur) de ce taxon est Leccinellum corsicum (Rolland) Bresinsky & Manfr. Binder.
L'espèce a été initialement classée dans le genre Boletus sous le basionyme Boletus corsicus Rolland 1896.

### Synonymes
Leccinellum corsicum a pour synonymes :
- Boletus corsicus Rolland
- Suillus corsicus (Rolland) Kuntze
- Xerocomus impolitus var. corsicus (Rolland) R. Heim
- Leccinum corsicum (Rolland) Singer
- Leccinum crocipodium var. corsicum (Rolland) Bertault
- Krombholziella corsica (Rolland) Alessio[2]

### Phylogénie
Ce champignon a été initialement décrit en 1896 par le mycologue français Léon Louis Rolland comme une espèce du genre Boletus. Andreas Bresinsky et Manfred Binder l'ont ensuite transféré au genre Leccinellum nouvellement circonscrit en 2003.

## Description du sporophore

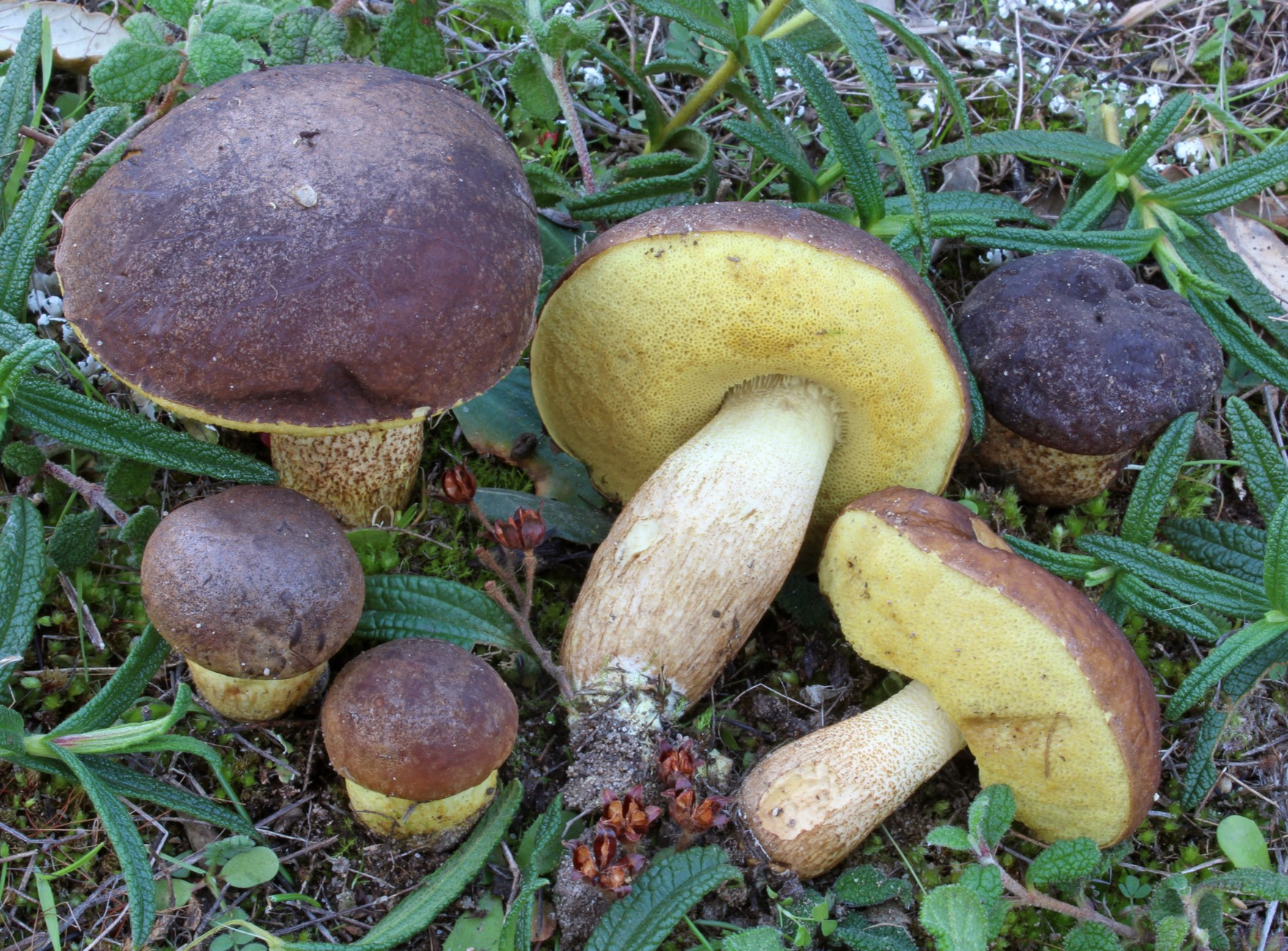
Collection de sporophores de L. corsicum en Italie.

Les bolets sont des champignons dont l'hyménophore, constitué de tubes et terminés par des pores, se sépare facilement de la chair du chapeau. Ce chapeau d'abord rond, recouvert d'une cuticule, devient convexe à mesure qu’il vieillit. Ils ont un pied (stipe) central assez épais et une chair compacte. Les caractéristiques morphologiques de L. corsicum sont les suivantes :
Son chapeau mesure jusqu'à 10 cm, d'abord hémisphérique, puis convexe, brun jaunâtre, brun, brun foncé à presque noirâtre, sec, parfois craquelé, mais nettement visqueux par temps humide.  
L'hyménophore présente des pores concolores aux tubes, jaune pâle à jaune, parfois teintés de rouille, fonçant jusqu'à quelque peu ochracés lorsqu'ils sont meurtris. 
Son stipe est généralement gros, ovoïde, cylindrique ou légèrement en forme de massue, jaune pâle à jaune, se décolorant souvent avec l'âge jusqu'à devenir crème ou blanchâtre, recouvert de granules jaunes à rouille ou brunes. 
La chair est blanchâtre ou jaune pâle, devenant rosâtre ou rougeâtre, puis violacée ou grisâtre, lorsqu'elle est exposée à l'air. Son odeur et sa saveur sont non distinctives.

### Caractéristiques microscopiques
Ses spores mesurent 13 à 18.5 μm × 5.5 à 6.5 μm.

## Galerie

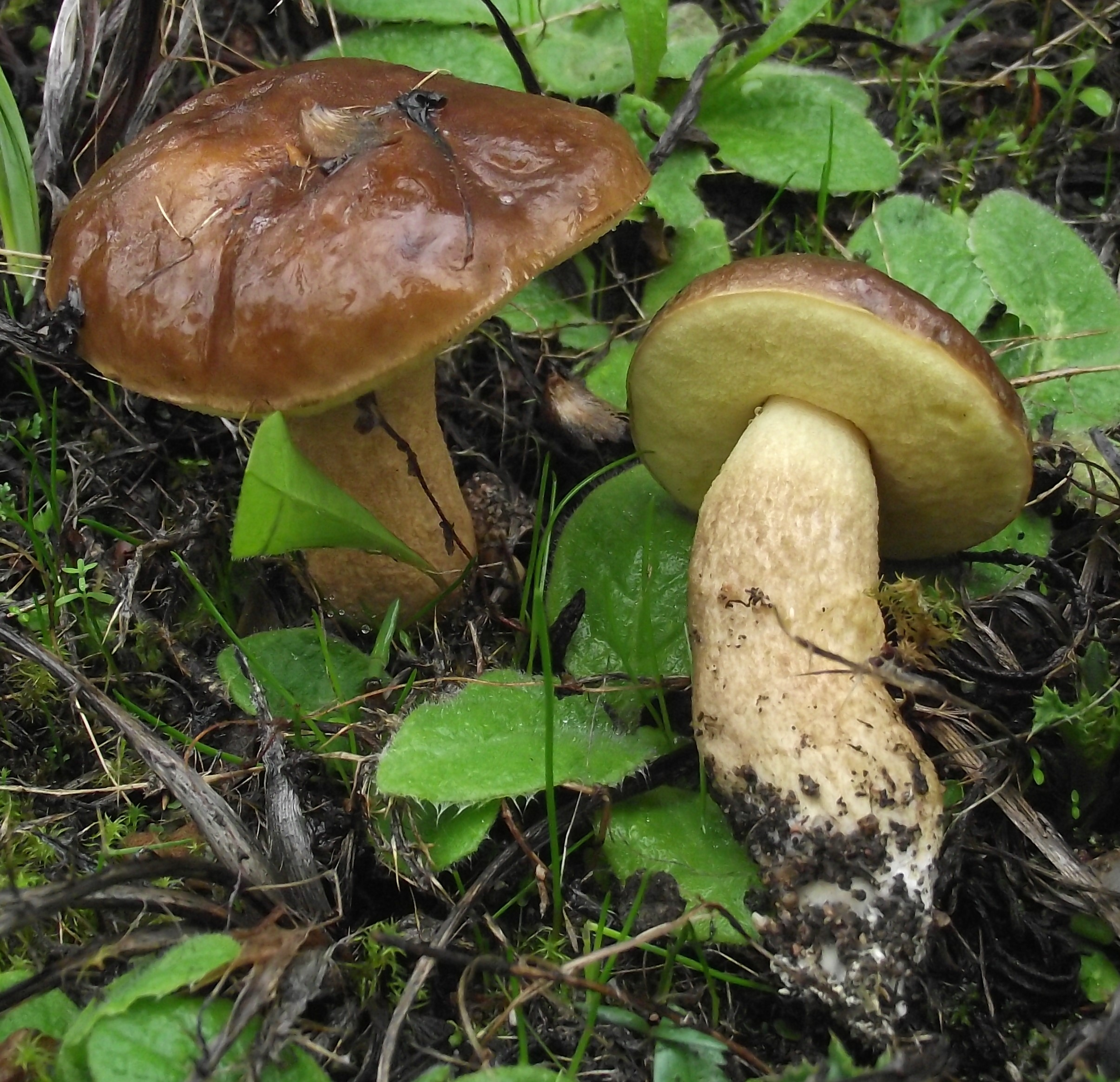
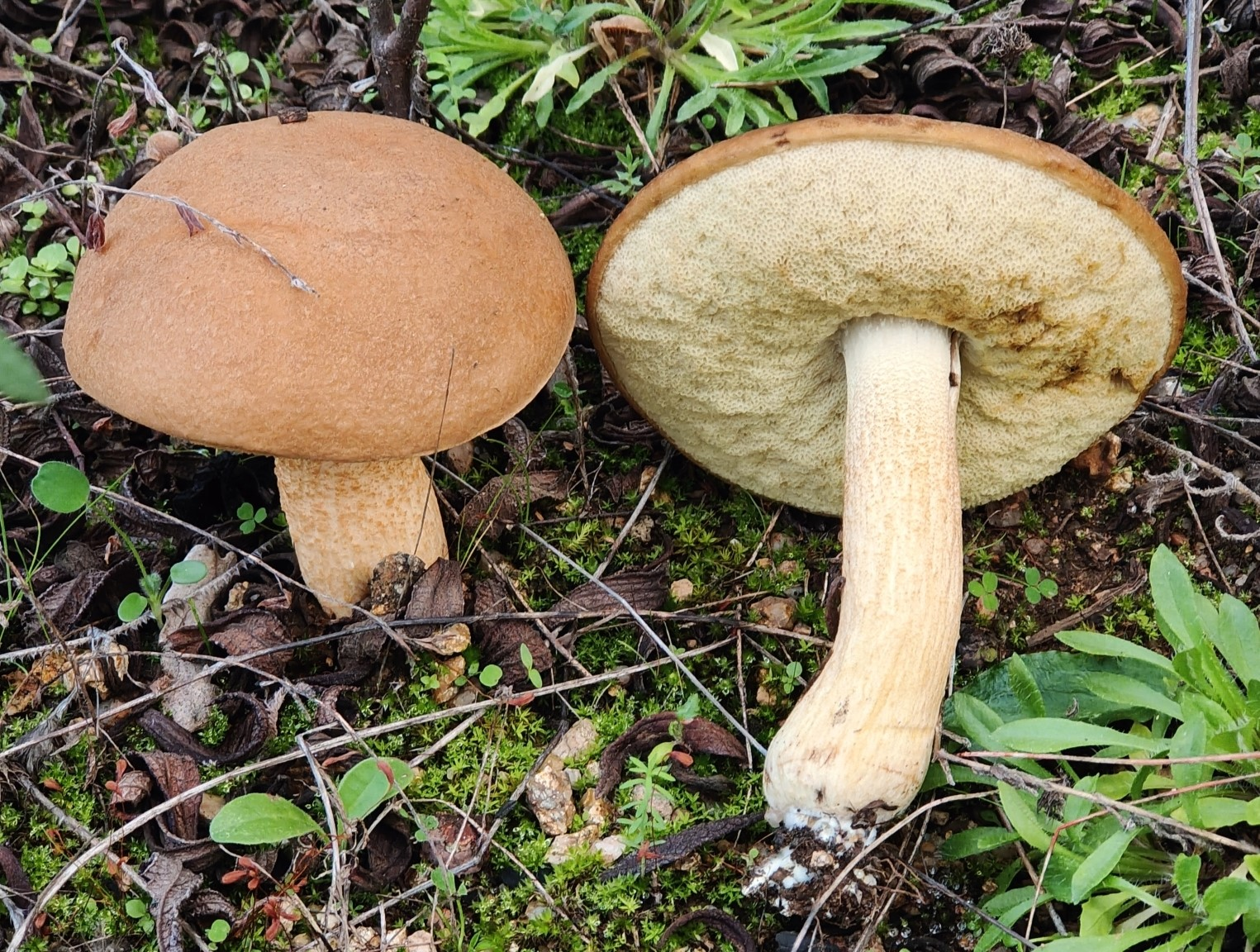
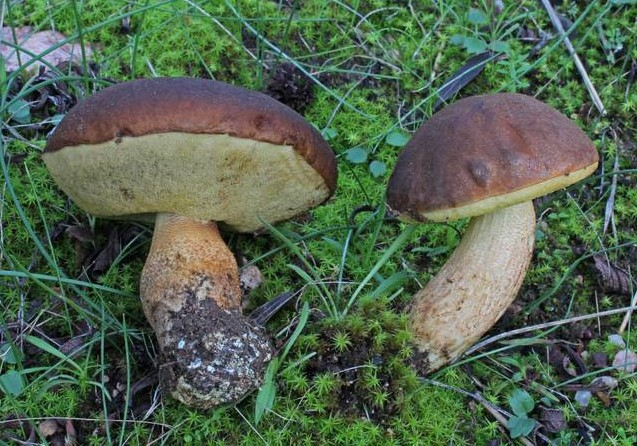
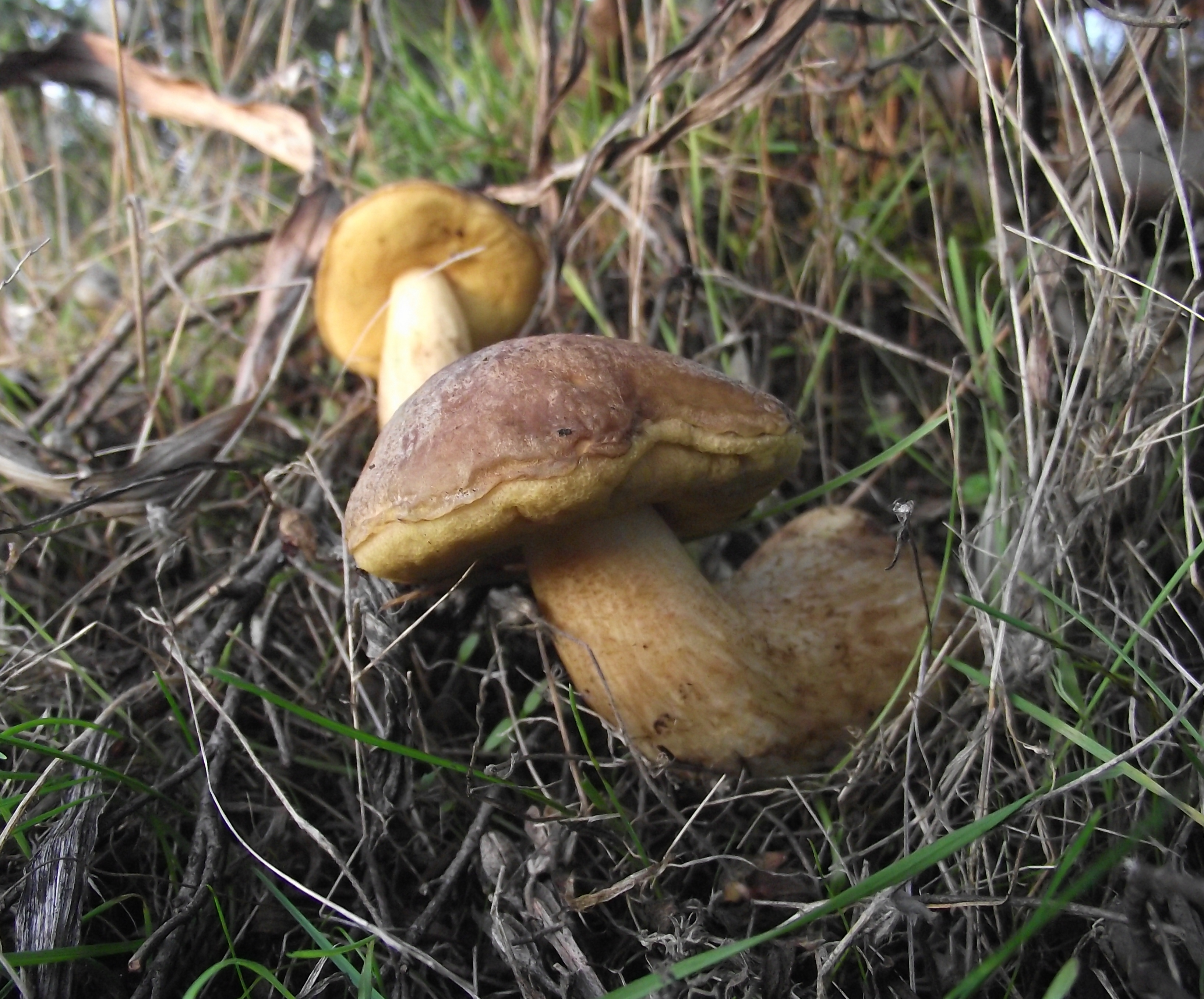
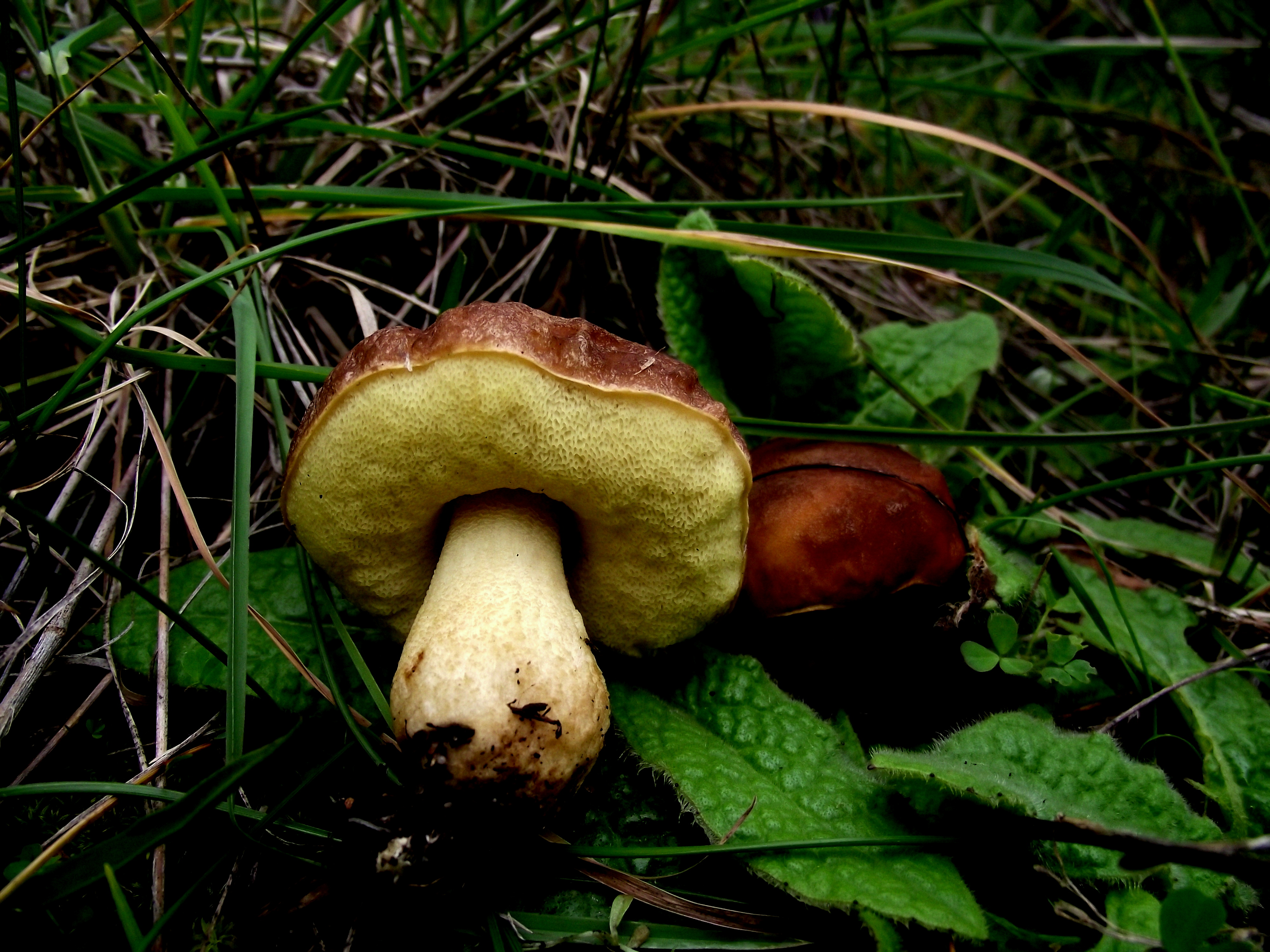
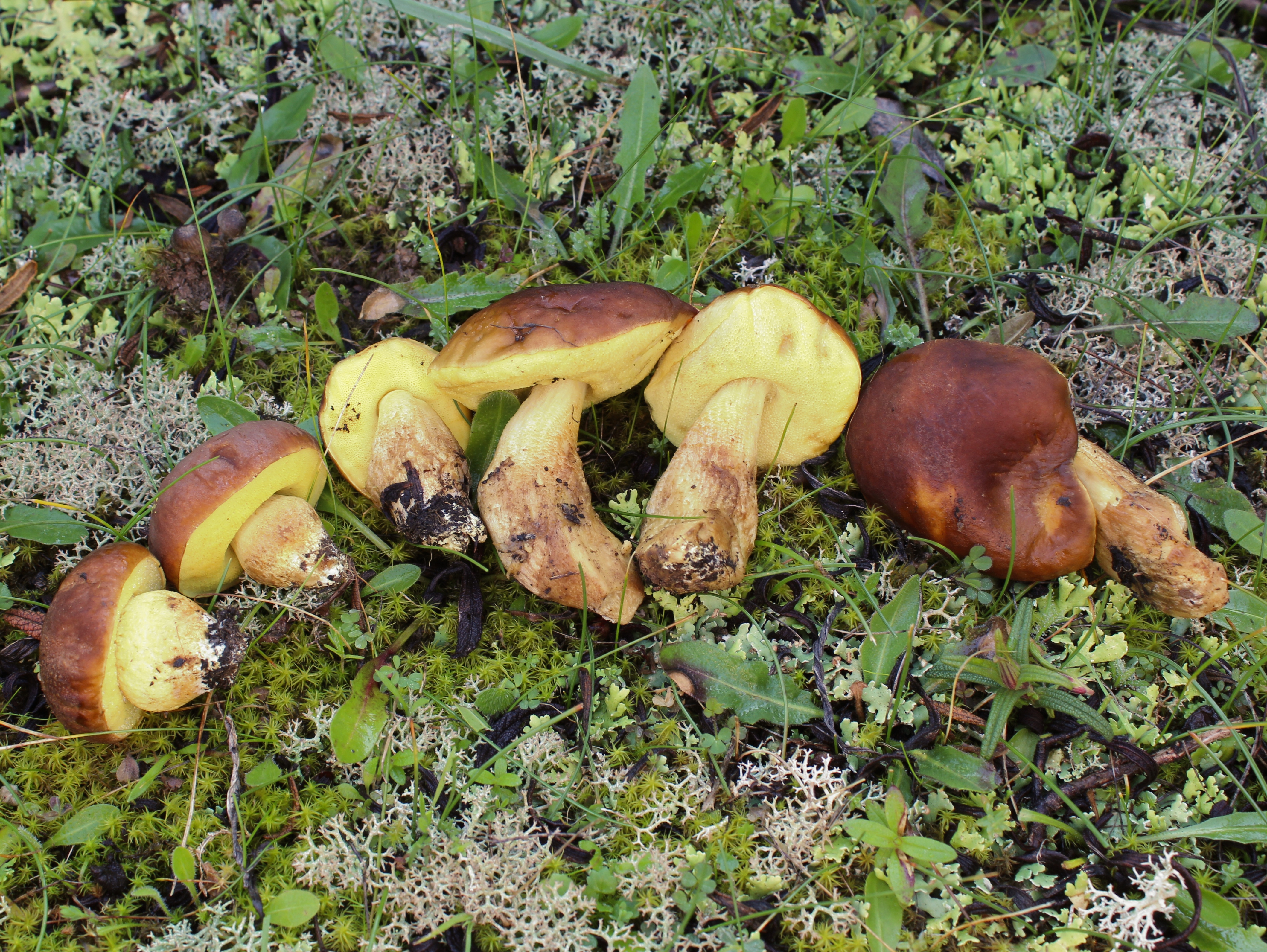
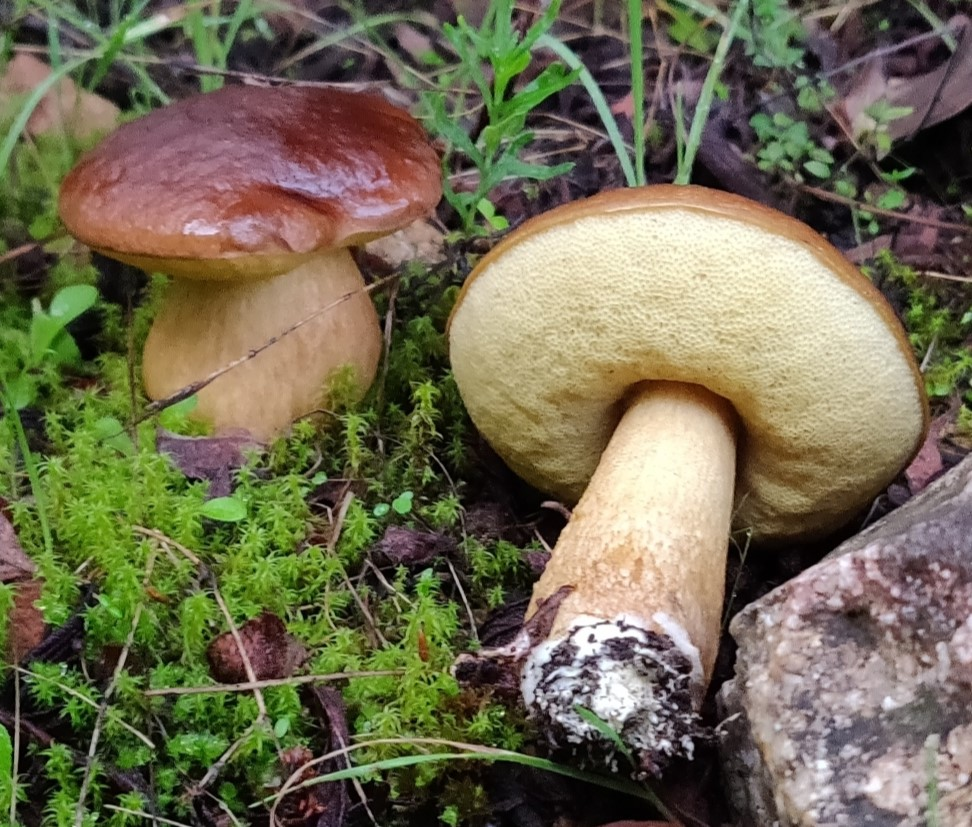
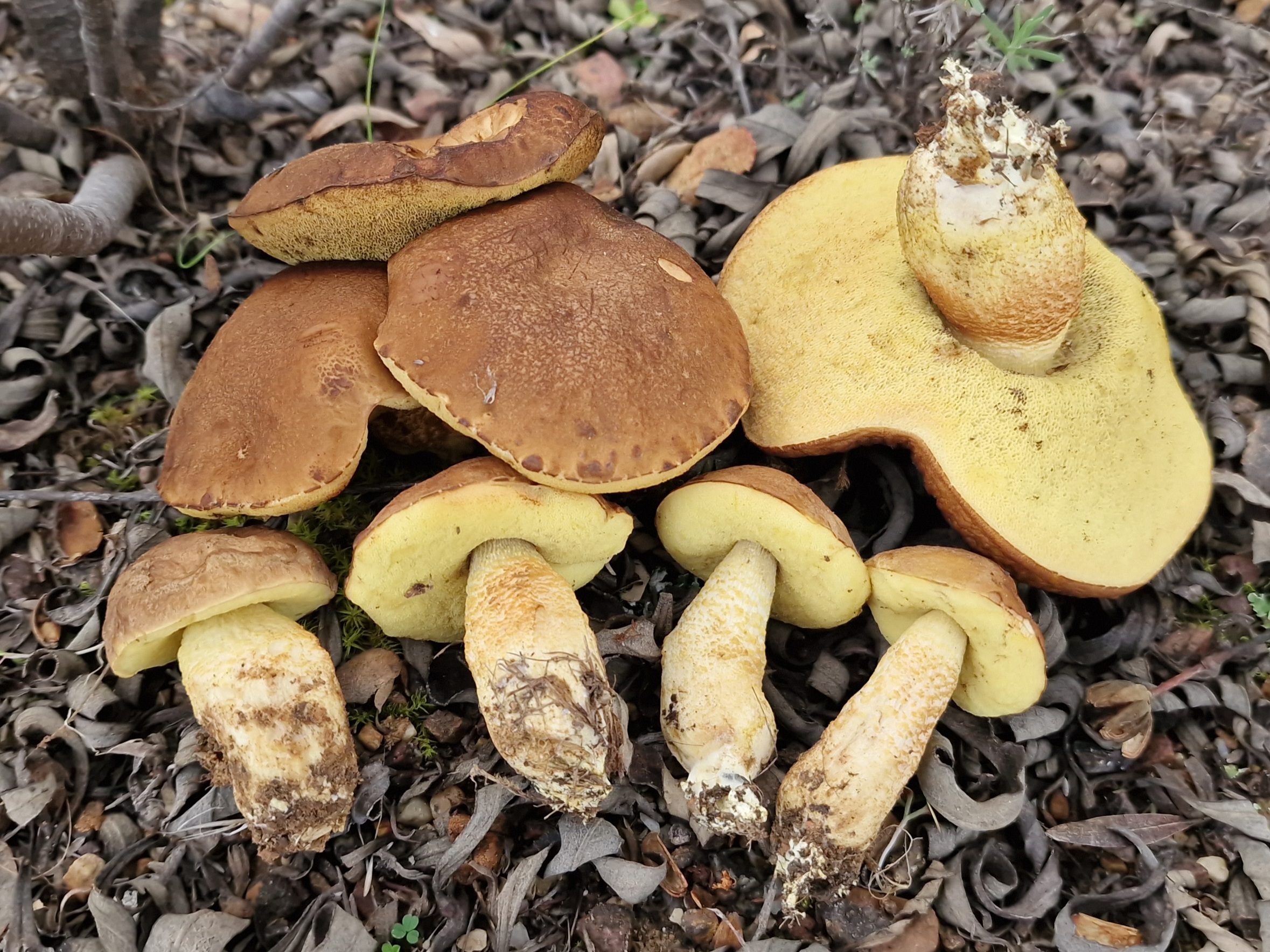
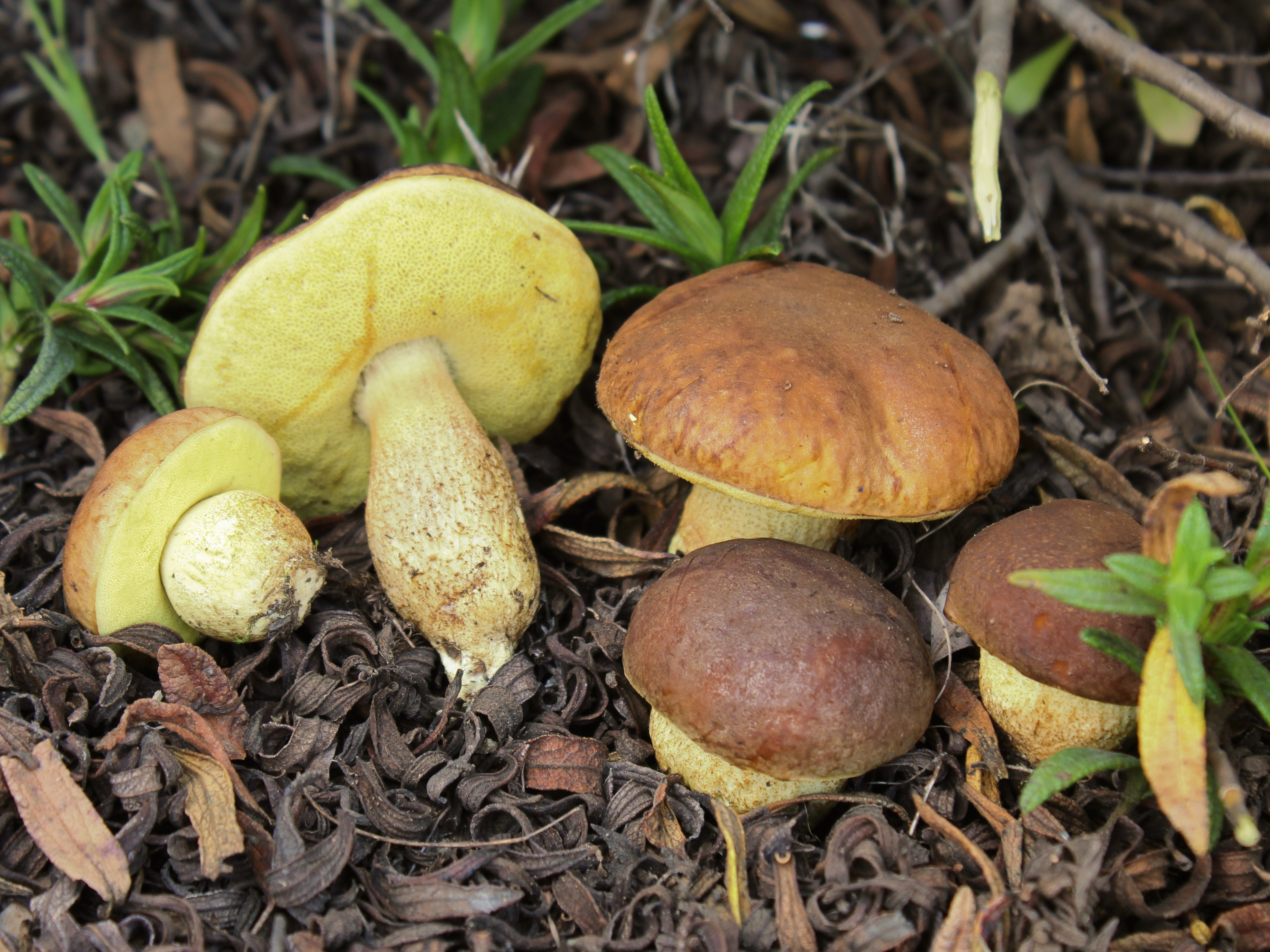

## Habitat et distribution
C'est une espèce mycorhizienne des cistes, dans les garrigues et les maquis méditerranéens, sur sol siliceux. Il s'agit apparemment d'une espèce méridionale, observée jusqu’à présent uniquement dans la zone méditerranéenne : Corse, France, Italie, Espagne. 
Hors d'Europe, on l'a trouvé en Algérie et probablement aussi au Maroc.

## Comestibilité
Le Bolet de Corse est comestible et est particulièrement apprécié au Portugal, dans le Sud de l'Espagne et de l'Italie. En France, sa consommation est plus occasionnelle , concentrée surtout dans le Sud et la Corse la où il pousse typiquement, étant un bolet tardif, il s'en fait des cueillettes en période hivernale dans les zones méditerranéennes,. 

## Confusions possibles
- Le Bolet des chênes verts (Leccinellum lepidum), un peu plus grand et au chapeau généralement moins sombre, se distingue par son association au chêne vert (Quercus ilex) et au chêne-liège (Quercus suber)[6]. Comestible.
- Le Bolet du marchand de sable (Leccinellum sandmanii), ressemble fortement au Bolet de Corse, à l'exception de sa taille plus imposante et de ses pores presque blancs, à peine jaunes. Rare, sans interêt alimentaire.